# なんて素敵な土曜日
「なんて素敵な土曜日」（なんてすてきなどようび）は、ケロロ小隊（渡辺久美子、小桜エツ子、中田譲治、子安武人、草尾毅）／モアとおじさま（能登麻美子と渡辺久美子）のシングル。2008年5月21日にFlyingDogから発売された。

## 概要
- 「なんて素敵な土曜日」は、テレビアニメ『ケロロ軍曹』のオープニングテーマとして使用された[2]。キャラクターソングが初めてオープニングテーマに採用された。『ケロロ軍曹』のファンであるパッパラー河合が書き下ろした楽曲である[3]。『ケロロ軍曹』への提供としては、「よきにはからえ!」に続き2曲目となる[4]。
- 「メタボリックOh! ハルマゲドン」は、アンゴル＝モアとケロロが歌うダイエットソングである[5]。
- シングル「おまたせ地球一丁!」と同日発売となった[6]。

## 収録曲
1. なんて素敵な土曜日 [3:34]
歌：ケロロ小隊
作詞・作曲・編曲：パッパラー河合
  - テレビアニメ『ケロロ軍曹』オープニングテーマ
2. メタボリックOh! ハルマゲドン [4:09]
歌：モアとおじさま
作詞：相田毅、作曲・編曲：西脇辰弥
3. なんて素敵な土曜日（オリジナル・カラオケ） [3:33]
4. メタボリックOh! ハルマゲドン（オリジナル・カラオケ） [4:06]

## 収録アルバム
| 曲名                         | 収録アルバム                                      | 発売日        | 規格品番   |
| ---------------------------- | ------------------------------------------------- | ------------- | ---------- |
| なんて素敵な土曜日           | 『ケロロソング、(そこそこ)全部入りであります! 3』 | 2009年3月25日 | VTCL-60024 |
| なんて素敵な土曜日           | 『ペコポン侵略ソング、大集合であります!』         | 2009年6月24日 | VTCL-60139 |
| メタボリックOh! ハルマゲドン | 『ケロロソング、(そこそこ)全部入りであります! 3』 | 2009年3月25日 | VTCL-60024 |

## スタッフクレジット
| プロデューサー               | 福田正夫（FlyingDog）、山田智子（サンライズ音楽出版）、吉田隆（ウェルコミューン） |
| エグゼクティブプロデューサー | 佐々木史朗（FlyingDog）、眞野昇（サンライズ音楽出版）                             |
| コーディネーター             | 宮田文雄（フェイスミュージック）                                                  |
| プロモーター                 | 山下宏（FlyingDog）、伊藤将生（FlyingDog）                                        |
| マスタリングエンジニア       | 襟田剛史（FLAIR）                                                                 |
| カバーイラストレーション     | 追崎史敏                                                                          |
| デザイナー                   | 佐野三美子（command space）                                                       |
| エディター                   | 藤田奈美（ビクターエンタテインメント）                                            |